# Wotton Vill
Wotton Vill var en civil parish 1894–1951 när det uppgick i Gloucester i grevskapet Gloucestershire i England. Civil parish hade 748 invånare år 1931.